# Серро-Донья-Ана
Серро-Донья-Ана (ісп. Cerro Doña Ana) — друга за висотою вершина чилійського регіону Кокімбо, неподалік від вищої вершини, Серро-лас-Тортолас.